# Isla Rodeada
La isla Rodeada (según Argentina) o isla Beta (según Chile) es una pequeña isla que se encuentra inmediatamente al norte de la isla Primer Teniente López (o Kappa) y cerca al suroeste de la isla Huidobro (o Alpha), en el archipiélago Melchior, archipiélago Palmer, en la Antártida.

## Historia y toponimia
Personal de Investigaciones Discovery, cartografió la isla en 1927. En 1947 personal argentino le colocó el nombre de beta, la segunda letra del alfabeto griego, siendo el nombre modificado posteriormente en Argentina, pero mantenido en las toponimias antárticas de Chile y Reino Unido.
En la actual toponimia antártica argentina, su nombre es descriptivo. La isla fue inspeccionada por expediciones argentinas en los años 1940.

## Reclamaciones territoriales
Argentina incluye a la isla en el departamento Antártida Argentina dentro de la provincia de Tierra del Fuego, Antártida e Islas del Atlántico Sur; para Chile integra la comuna Antártica de la provincia Antártica Chilena dentro de la Región de Magallanes y de la Antártica Chilena; y para el Reino Unido integra el Territorio Antártico Británico. Las tres reclamaciones están sujetas a las disposiciones y restricciones de soberanía del Tratado Antártico.
Nomenclatura de los países reclamantes: 
- Argentina: isla Rodeada[5][6]
- Chile: isla Beta[7]
- Reino Unido: Beta Island[3]